# Ger Lagendijk

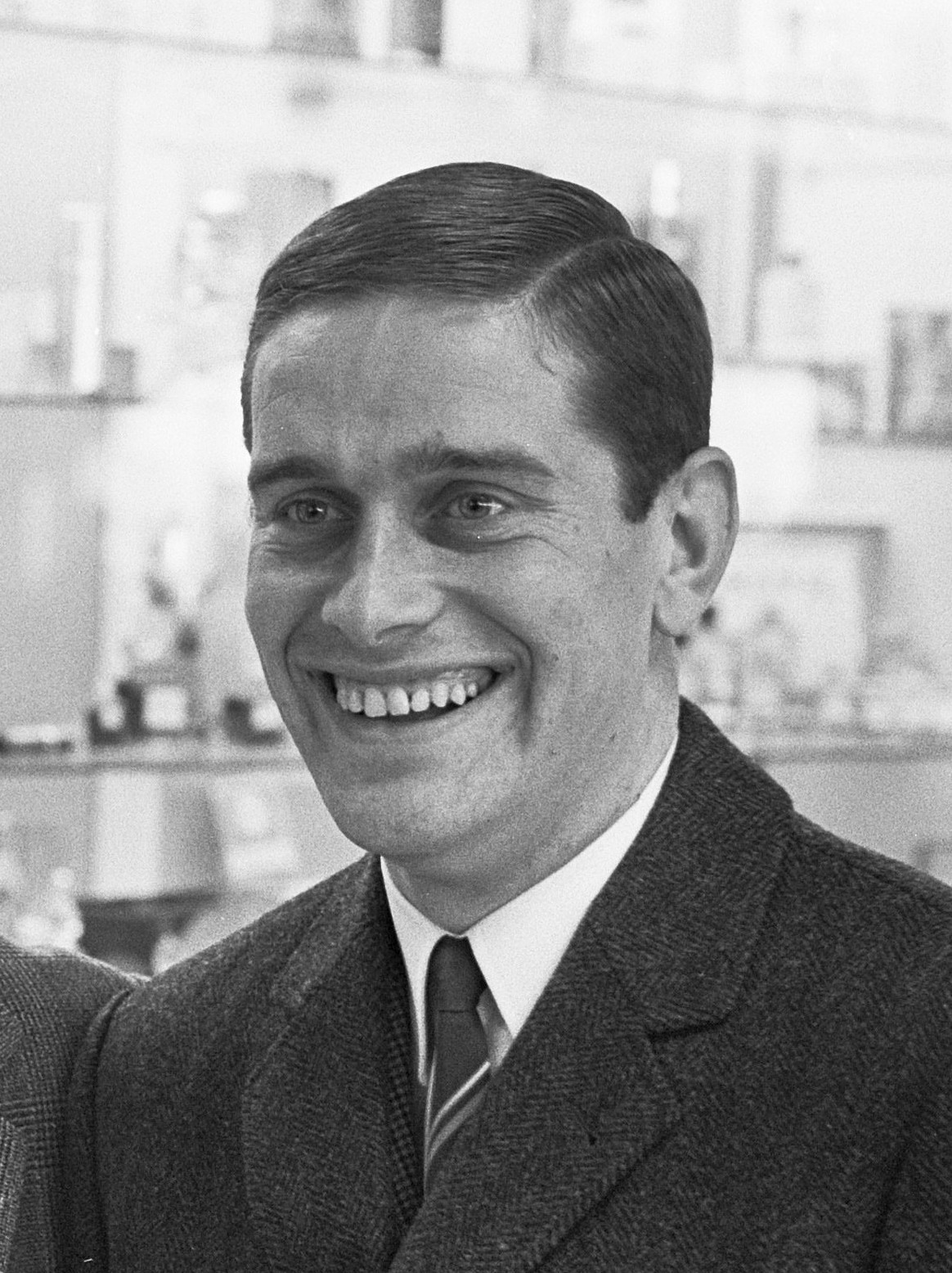
Ger Lagendijk, 1968

Gerrit „Ger“ Lagendijk (* 13. November 1941; † 11. August 2010 in Almelo) war ein niederländischer Fußballspieler und Spielervermittler.
Lagendijk war Profispieler bei Hermes DVS, dem Verein, den er bis zu seinem Tod sponserte. Im April 2009 wurde er zum lid van verdienste, zum verdienstvollen Mitglied, von Hermes DVS ernannt. Nach seiner aktiven Zeit wurde er Spielerberater und -vermittler. Zu seinen Klienten gehörten über lange Jahre die Brüder Ronald und Erwin Koeman sowie Wilfred Bouma und John Metgod. Im Jahr 1996 war er an den Verhandlungen beteiligt, die zu Marco van Hoogdalems Wechsel zum FC Schalke 04 führten.
1990 wurde er für kurze Zeit sportlicher Direktor bei Feyenoord Rotterdam.
Lagendijk starb an Herzversagen nach einem Arbeitsessen zum Abschluss von Verhandlungen mit dem Vorstand von Heracles Almelo über die Vertragsverlängerung des Spielers Everton.